# Grand Prix moto de Rio de Janeiro 2000
Le  Grand Prix moto de Rio de Janeiro 2000 est la quatorzième manche du championnat du monde de vitesse moto 2000. La compétition s'est déroulée du 5 au 7 octobre 2000 sur l'Autódromo Internacional Nelson Piquet connu sous le nom de Jacarepaguá.
C'est la cinquième édition du Grand Prix moto de Rio de Janeiro.

## Classement 500 cm3
| Pos  | Pilote              | Constructeur | Temps/Écart     | Points |
| ---- | ------------------- | ------------ | --------------- | ------ |
| 1    | Valentino Rossi     | Honda        | 45 min 22 s 624 | 25     |
| 2    | Alex Barros         | Honda        | +0 s 970        | 20     |
| 3    | Garry McCoy         | Yamaha       | +3 s 446        | 16     |
| 4    | Norifumi Abe        | Yamaha       | +3 s 568        | 13     |
| 5    | Max Biaggi          | Yamaha       | +3 s 709        | 11     |
| 6    | Kenny Roberts Jr    | Suzuki       | +7 s 778        | 10     |
| 7    | Sete Gibernau       | Honda        | +8 s 260        | 9      |
| 8    | Régis Laconi        | Yamaha       | +8 s 518        | 8      |
| 9    | Tadayuki Okada      | Honda        | +17 s 506       | 7      |
| 10   | Jurgen vd Goorbergh | TSR-Honda    | +23 s 254       | 6      |
| 11   | Àlex Crivillé       | Honda        | +28 s 802       | 5      |
| 12   | Nobuatsu Aoki       | Suzuki       | +34 s 134       | 4      |
| 13   | Tetsuya Harada      | Aprilia      | +54 s 359       | 3      |
| 14   | Mark Willis         | Modenas      | +1 min 03 s 182 | 2      |
| 15   | Carlos Checa        | Yamaha       | +1 min 03 s 506 | 1      |
| 16   | José Luis Cardoso   | Honda        | +1 min 21 s 941 |        |
| 17   | David Tomas         | Honda        | +1 tour         |        |
| 18   | Yoshiteru Konishi   | TSR-Honda    | +1 tour         |        |
| Abd. | Loris Capirossi     | Honda        | Abandon         |        |
| Abd. | Jeremy McWilliams   | Aprilia      | Abandon         |        |

## Classement 250 cm3
| Pos  | Pilote                 | Constructeur | Temps/Écart     | Points |
| ---- | ---------------------- | ------------ | --------------- | ------ |
| 1    | Daijiro Kato           | Honda        | 42 min 14 s 822 | 25     |
| 2    | Tohru Ukawa            | Honda        | +0 s 064        | 20     |
| 3    | Marco Melandri         | Aprilia      | +0 s 190        | 16     |
| 4    | Shinya Nakano          | Yamaha       | +13 s 788       | 13     |
| 5    | Anthony West           | Honda        | +19 s 087       | 11     |
| 6    | Ralf Waldmann          | Aprilia      | +19 s 236       | 10     |
| 7    | Franco Battaini        | Aprilia      | +24 s 786       | 9      |
| 8    | Sebastian Porto        | Yamaha       | +31 s 874       | 8      |
| 9    | Jason Vincent          | Aprilia      | +41 s 546       | 7      |
| 10   | Luca Boscoscuro        | Aprilia      | +45 s 904       | 6      |
| 11   | Fonsi Nieto            | Yamaha       | +55 s 630       | 5      |
| 12   | Naoki Matsudo          | Yamaha       | +55 s 670       | 4      |
| 13   | Ivan Clementi          | Aprilia      | +55 s 980       | 3      |
| 14   | Sébastien Gimbert      | TSR-Honda    | +56 s 327       | 2      |
| 15   | Julien Allemand        | Honda        | +56 s 491       | 1      |
| 16   | Vincent Philippe       | TSR-Honda    | +56 s 713       |        |
| 17   | Klaus Nohles           | Aprilia      | +1 min 08 s 088 |        |
| 18   | Adrian Coates          | Aprilia      | +1 min 12 s 784 |        |
| 19   | Jarno Janssen          | TSR-Honda    | +1 min 23 s 491 |        |
| 20   | Lucas Oliver Bulto     | Yamaha       | +1 min 39 s 172 |        |
| 21   | Jeronimo Vidal         | Aprilia      | +1 min 41 s 493 |        |
| Abd. | Cristiano Irias-Vieira | Honda        | Abandon         |        |
| Abd. | Cesar Barros           | Honda        | Abandon         |        |
| Abd. | Jamie Robinson         | Aprilia      | Abandon         |        |
| Abd. | Alex Debón             | Aprilia      | Abandon         |        |
| Abd. | Olivier Jacque         | Yamaha       | Abandon         |        |
| Abd. | Shahrol Yuzy           | Yamaha       | Abandon         |        |
| Abd. | David Checa            | TSR-Honda    | Abandon         |        |
| Abd. | Johann Stigefelt       | TSR-Honda    | Abandon         |        |

## Classement 125 cm3
| Pos  | Pilote             | Constructeur | Temps/Écart     | Points |
| ---- | ------------------ | ------------ | --------------- | ------ |
| 1    | Simone Sanna       | Aprilia      | 42 min 14 s 265 | 25     |
| 2    | Masao Azuma        | Honda        | +0 s 034        | 20     |
| 3    | Youichi Ui         | Derbi        | +5 s 680        | 16     |
| 4    | Gianluigi Scalvini | Aprilia      | +14 s 597       | 13     |
| 5    | Lucio Cecchinello  | Honda        | +14 s 890       | 11     |
| 6    | Noboru Ueda        | Honda        | +15 s 056       | 10     |
| 7    | Gino Borsoi        | Aprilia      | +16 s 677       | 9      |
| 8    | Emilio Alzamora    | Honda        | +17 s 033       | 8      |
| 9    | Randy de Puniet    | Aprilia      | +17 s 566       | 7      |
| 10   | Pablo Nieto        | Derbi        | +18 s 043       | 6      |
| 11   | Alex De Angelis    | Honda        | +20 s 526       | 5      |
| 12   | Ivan Goi           | Honda        | +20 s 695       | 4      |
| 13   | Steve Jenkner      | Honda        | +26 s 309       | 3      |
| 14   | Antonio Elias      | Honda        | +50 s 820       | 2      |
| 15   | Éric Bataille      | Honda        | +1 min 04 s 998 | 1      |
| 16   | Marco Petrini      | Aprilia      | +1 min 05 s 290 |        |
| 17   | Max Sabbatani      | Honda        | +1 min 05 s 753 |        |
| 18   | Reinhard Stolz     | Honda        | +1 min 27 s 528 |        |
| Abd. | Mirko Giansanti    | Honda        | Abandon         |        |
| Abd. | Arnaud Vincent     | Aprilia      | Abandon         |        |
| Abd. | Leon Haslam        | Italjet      | Abandon         |        |
| Abd. | Jaroslav Huleš     | Italjet      | Abandon         |        |
| Abd. | Roberto Locatelli  | Aprilia      | Abandon         |        |
| Abd. | Manuel Poggiali    | Derbi        | Abandon         |        |